# San Marino en los Juegos Olímpicos de Atenas 2004
San Marino estuvo representado en los Juegos Olímpicos de Atenas 2004 por cinco deportistas, cuatro hombres y una mujer, que compitieron en tres deportes.
El portador de la bandera en la ceremonia de apertura fue el nadador Diego Mularoni. El equipo olímpico sanmarinense no obtuvo ninguna medalla en estos Juegos.